# Lola Badia i Pàmies
Lola Badia i Pàmies (Barcelona, 22 de març de 1951) és una filòloga i medievalista catalana, acadèmica de l'Acadèmia de Bones Lletres de Barcelona i Premi Nacional de Cultura 2016.

## Biografia
El 1973 es va llicenciar en Filologia Hispànica a la Universitat Autònoma de Barcelona, on s'hi doctorà el 1977 sota la direcció de Martí de Riquer. Ha estat catedràtica de literatura catalana a la Universitat de les Illes Balears, Universitat Autònoma de Barcelona, Universitat de Girona i Universitat de Barcelona, on des del 1987 coordina el Seminari de Literatura i Cultura de l'Edat Mitjana i l'Edat Moderna (SLIMM) al Departament de Filologia Catalana. És responsable del Grup de Recerca Consolidat de Literatura i Cultura Catalanes Medievals, i dirigeix projectes de recerca del Ministeri d'Educació.
Especialitzada en literatura catalana de la baixa edat mitjana, i en especial Ramon Llull, ha estat professora visitant a la Universitat Autònoma de Barcelona i a la Universitat de Girona, al Warburg Institute de la Universitat de Londres, al Westfield College - Queen Mary University of London, al Raimundus Lullus Institut de la Universitat de Friburg de Brisgòvia i al Pontifical Institute of Mediaeval Studies de la Universitat de Toronto, entre altres llocs. També ha publicat edicions filològiques de clàssics catalans com Lo Somni de Bernat Metge (1999) i Curial e Güelfa (2011).
Des de 1996 és acadèmica de l'Acadèmia de Bones Lletres de Barcelona. És codirectora del Repertori Informatitzat de l'Antiga Literatura Catalana (RIALC) i directora del Centre de Documentació Ramon Llull de la Universitat de Barcelona. El 2000 va rebre la Medalla Narcís Monturiol de la Generalitat de Catalunya.

## Obres
- Poesia catalana del segle xiv. Edició i estudi del Cançoneret de Ripoll (1983)
- Les poesies de Jordi de Sant Jordi (1984) amb Martí de Riquer
- De Bernat Metge a Joan Roís de Corella (1988, Premi de la Crítica Serra d'Or 1989)
- Ramon Llull. Vida, pensament i obra literària (1988), amb Anthony Bonner
- Tradició i modernitat als segles xiv i xv. Estudis de cultura literària i lectures d'Ausiàs March (1992)
- Pàgines pedagògiques de Ramon Llull (1992)
- Intel·lectuals i escriptors a la baixa Edat Mitjana (1994)
- Textos catalans tardomedievals i ‘ciència de natures´ (1996)
- La ciència en l'obra de Ramon Llull (2003)
- Història de la literatura catalana, vol. II. Literatura medieval (II). Segles XIV-XV (2014), directora
- Història de la literatura catalana, vol. I. Literatura medieval (I). Dels orígens al segle XIV (2013), directora.